# Donje Vodičevo
Donje Vodičevo är ett samhälle i Bosnien och Hercegovina.   Det ligger i entiteten Republika Srpska, i den nordvästra delen av landet, 200 km nordväst om huvudstaden Sarajevo. Donje Vodičevo ligger 129 meter över havet och antalet invånare är 662.
Terrängen runt Donje Vodičevo är kuperad österut, men västerut är den platt. Donje Vodičevo ligger nere i en dal.Närmaste större samhälle är Dobrljin, 4,0 km norr om Donje Vodičevo. 
I omgivningarna runt Donje Vodičevo växer i huvudsak lövfällande lövskog. Runt Donje Vodičevo är det ganska tätbefolkat, med 67 invånare per kvadratkilometer.